# Гордон, Марк Захарович
Марк Заха́рович Гордо́н (7 ноября 1911, Вильно — 16 сентября 1997, Санкт-Петербург) — советский и российский поэт, переводчик и библиофил, врач.

## Биография
Родился в Вильно, в семье студента юридического факультета Московского университета Захария Яковлевича Гордона и Сифры Янкелевны (Ниселевны, Яковлевны) Эпштейн. Ещё будучи студентом, отец опубликовал роман «Тайны Дивана», за что был оштрафован на 100 рублей. В 1916 году семья переехала в Петроград. В 1938 году М. З. Гордон окончил 2-й Ленинградский медицинский институт (санитарно-гигиеническое отделение), вскоре был призван в Красную армию и отправлен на войну с Финляндией. 
Во время Великой Отечественной войны служил в военном госпитале в Ленинграде, затем в действующей армии на Ленинградском фронте, дошёл вместе с войсками до Кёнигсберга. После окончания войны с Германией был направлен в Маньчжурию. В качестве военного врача служил в советско-китайской больнице в Порт-Артуре и в Дайрене. Следующими местами его военной службы были Калининградская область и остров Сахалин в должности начальника медицинского отделения военного госпиталя. В 1960 году был демобилизован в воинском звании подполковника медицинской службы и вернулся с семьёй в Ленинград. Работал участковым врачом-терапевтом и одновременно преподавал в медицинском училище.
С юности переводил на русский язык стихи французских поэтов. Со временем переводы с французского, а затем и с других языков (испанского, немецкого и английского) стали его второй профессией. Регулярно публиковался в периодической печати, а также в сборниках переводов известных французских поэтов. 
Участвовал в работе секции перевода ленинградского Дома писателей, хотя членом Союза писателей не был. С годами он всё больше писал собственные стихи.
Был активным членом Санкт-Петербургской городской секции библиофилов и Клуба книголюбов при Доме книги, постоянно посещал встречи объединения любителей поэзии А. А. Ахматовой «Бродячая муза». Коллекционировал книги (прижизненные издания) поэтов Серебряного века. Незадолго до своей смерти большое количество раритетов из своей коллекции передал в библиотеку Всероссийского музея А. С. Пушкина на набережной реки Мойки, 12.
Интересовался динозаврами, обладал коллекцией книг о них. С рассказами о динозаврах выступал на Санкт-Петербургском телевидении. Придерживался мнения о том, что СПИД является эпидемиологическим оружием инопланетян.
При жизни М. З. Гордона вышла единственная книга его стихов — «Шар железный» (1993); вторую — «Комета» — он не успел подготовить, её издали посмертно в 2002 году. 
Умер 16 сентября 1997 года. Кремирован, похоронен на Еврейском кладбище в Санкт-Петербурге.

## Творчество
Стихотворное наследие М. З. Гордона составляет чуть больше 150 оригинальных стихотворений. Большая их часть написана в зрелом возрасте, в основном, в послевоенное время. Стихи о Великой Отечественной войне немногочисленны, одной из доминирующих в его творчестве с годами стала антивоенная тематика. Поэта беспокоит не только беспощадное отношение людей к себе подобным, но и к природе, он предрекает человечеству бесславный конец. На этой почве возникает и самое известное в литературной среде стихотворное произведение М. З. Гордона: его венок сонетов «Динозавры».
Многие стихи М. З. Гордона посвящены поэтам, в том числе его любимому поэту — Николаю Гумилёву.

## Переводы
Среди переведенных М. З. Гордоном поэтов — Шарль Бодлер, Жозе Мария де Эредиа, Леконт де Лиль, Луиза Лабе, Теофиль Готье, Виктор Гюго, Поль Верлен, Франсуа Фертио, Мигель Сервантес, Эмилия Дикинсон, а также поэты латиноамериканских стран: Хосе Хакин де Альмедо, Хосе Фернандес Мадрид, Эусебио Лильо Робес, Хуан Антонио Перес Боналде.
Стихотворные сборники, в которые включены переводы М. З. Гордона: 
- Солдаты свободы. — М., 1963.
- Шарль Бодлер. Цветы зла. — М., 1970.
- Песнь о книге: Антология. — Минск, 1977.
- Луиза Лабе. Сочинения. — М., 1988.
- Жозе Мария де Эредиа. Сонеты. В переводах русских поэтов. — М., 1994.

Переводы М. З. Гордона печатались в журналах «Нева», «Звезда», «Наука и религия» и в ежегодном альманахе «Охотничьи просторы». Большая часть переводов остаётся неопубликованной.

### Семья
- Отец — Захарий Яковлевич Гордон (1877— ?), юрист[2].
- Мать — Сифра Янкелевна (Ниселевна, Яковлевна) Эпштейн (1892—1942)[2].
- Жена (с 1942) — Эмилия Михайловна Гордон (урожд. Гуревич), медсестра.
  - Дочь — Е. М. Гордон (Кригель) (род. 1944), социолог.
  - Сын — Владимир, инженер.
- Жена (с апреля 1979) — Фаня Львовна Вязьменская, режиссёр, художник.

## Награды
- медаль «За оборону Ленинграда» (22 декабря 1942)[5];
- два ордена Красной Звезды (20 марта 1945; 30.12.1956)[6][7];
- медаль «За взятие Кенигсберга» (9 июня 1945)[8];
- медаль «За победу над Германией в Великой Отечественной войне 1941—1945 гг.» (9 мая 1945)[9];
- медаль «За победу над Японией» (30 сентября 1945)[10];
- медаль «За боевые заслуги» (30 апреля 1954)[11];
- орден Отечественной войны II степени (6 апреля1985)[12].

## Память
- Портрет М. З. Гордона (рис. Ф. Л. Вязьменской, 1979 год). Опубликован в сборнике воспоминаний.